# Bulhary (okres Lučenec)
Bulhary jsou obec na Slovensku v okrese Lučenec. Žije zde 347 obyvatel.

## Kultura a zajímavosti

### Památky
- Římskokatolický kostel Všech svatých, jednolodní klasicistcká stavba z roku 1849. V interiéru kostelíka se nachází barokní zařízení z 18. století.[3]

## Turistika
Obcí prochází červená turistická trasa 0805.